# Małgorzata Kochanowicz
Małgorzata Kochanowicz, właśc. Małgorzata Ziółkowska (ur. 1969 we Włocławku) – polska ekonomistka, urzędniczka i pisarka, autorka głównie powieści kryminalnych w stylu retro, których akcja jest umiejscowiona w Krakowie.

## Życiorys
Absolwentka Uniwersytetu Mikołaja Kopernika w Toruniu, z wykształcenia ekonomistka. Mieszkanka Włocławka, gdzie pracuje jako urzędniczka. Literatura od zawsze była jej pasją, pisała już w szkole podstawowej. W okresie studiów próbowała swoich sił w literaturze science-fiction, wysyłając dwa opowiadania na konkurs zorganizowany przez miesięcznik „Fantastyka”. Zadebiutowała jako powieściopisarka w 2011 kryminałem pt. Latarnie umarłych, którym zapoczątkowała cykl retro z Witoldem Korczyńskim. Powieść Piramida śmierci (2012) jest jej jedynym kryminałem współczesnym.
Jako swych ulubionych autorów kryminałów podaje Amerykanina Raymonda Chandlera i Belga Georgesa Simenona. W 2024 została nagrodzona Laurem Prezydenta Włocławka w kategorii TWÓRCA literatura.

## Publikacje książkowe[9]
- Latarnie umarłych (2011); kryminał[10], cykl Witold Korczyński
- Piramida śmierci (2012); kryminał[11]
- Poszukiwana (2013); kryminał[12], cykl Witold Korczyński
- Krok w ciemność (2019); kryminał[13], cykl Witold Korczyński
- A może jutra nie będzie (2021); powieść historyczna[14], cykl Witold Korczyński